# Something in the Rain
Something in the Rain (en hangul, 밥 잘 사주는 예쁜 누나; romanización revisada, Bap jal sajuneun yeppeun noona), también conocida en español como Bajo la lluvia, es una serie de televisión surcoreana transmitida por JTBC desde el 30 de marzo hasta el 19 de mayo de 2018. Fue dirigida por Ahn Pan-seok y protagonizada por Son Ye-jin, Jung Hae-in y Jang So-yeon.

## Argumento
Yoon Jin-ah (Son Ye-jin) es una mujer soltera en sus treinta años, que trabaja como supervisora en una cafetería. Pese a ser una persona de trato fácil, vive una vida bastante vacía hasta que comienza a desarrollar sentimientos románticos hacia Seo Joon-hee (Jung Hae-in), el hermano menor de su mejor amiga, Seo Kyung-sun (Jang So-yeon). Por su parte, Joon-hee es un diseñador de personajes en una empresa de videojuegos y ha regresado al país después de trabajar en el extranjero durante tres años.

## Reparto

### Personajes principales
- Son Ye-jin como Yoon Jin-ah.[3]
- Jung Hae-in como Seo Joon-hee.[4][5]
- Jang So-yeon como Seo Kyung-sun.[6][7]

### Personajes secundarios
- Jung Yoo-jin como Kang Se-young.
- Joo Min-kyung como Geum Bo-ra.[8]
- Lee Joo-young como Lee Ye-eun.
- Jang Won-hyung como Kim Dong-woo.
- Lee Hwa-ryong como Kong Cheol-goo.
- Seo Jung-yeon como Jung Young-in.
- Lee Chang-hoon como Choi Joong-mo.
- Park Hyuk-kwon como Nam Ho-kyoon.
- Kim Jong-tae como Cho Kyung-shik.
- Oh Man-suk como Yoon Sang-ki.
- Gil Hae-yeon como Kim Mi-yeon.
- Wi Ha-joon como Yoon Seung-ho.[9]
- Oh-roong como Lee Kyoo-min.
- Kim Chang-wan como el padre de Joon-hee.
- Yoon Jong-seok como Kim Seung-cheol.[10]
- Lee Kyu-sung como un amigo de Joon-hee.
- Jang Yool.
- Han Jae-yi.
- Kim Hak-sun.[11]

## Recepción

### Audiencia
En azul la audiencia más baja y en rojo la más alta, correspondientes a las empresas medidoras TNms y AGB Nielsen a nivel nacional durante los 16 episodios emitidos desde el 30 de marzo hasta el 19 de mayo de 2018. Esta serie fue emitida por JTBC, que es un canal de televisión por suscripción, por ello el público es relativamente menor en comparación con las emisoras de televisión terrestres.
| Ep. #    | Fecha de estreno    | Cuota de pantalla nacional | Cuota de pantalla nacional | Cuota de pantalla nacional |
| Ep. #    | Fecha de estreno    | AGB                        | TNmS                       |                            |
| -------- | ------------------- | -------------------------- | -------------------------- | -------------------------- |
| 1        | 30 de marzo de 2018 | 4.0 %                      | 3.8 %                      |                            |
| 2        | 31 de marzo de 2018 | 3.7 %                      | 4.8 %                      |                            |
| 3        | 6 de abril de 2018  | 4.2 %                      | 4.4 %                      |                            |
| 4        | 7 de abril de 2018  | 4.7 %                      | 5.9 %                      |                            |
| 5        | 13 de abril de 2018 | 5.1 %                      | 5.4 %                      |                            |
| 6        | 14 de abril de 2018 | 6.1 %                      | 6.5 %                      |                            |
| 7        | 20 de abril de 2018 | 5.3 %                      | 6.4 %                      |                            |
| 8        | 21 de abril de 2018 | 5.4 %                      | 5.7 %                      |                            |
| 9        | 27 de abril de 2018 | 6.1 %                      | 5.9 %                      |                            |
| 10       | 28 de abril de 2018 | 5.7 %                      | 6.6 %                      |                            |
| 11       | 4 de mayo de 2018   | 5.6 %                      | 5.9 %                      |                            |
| 12       | 5 de mayo de 2018   | 5.5 %                      | 6.1 %                      |                            |
| 13       | 11 de mayo de 2018  | 5.5 %                      | 5.4 %                      |                            |
| 14       | 12 de mayo de 2018  | 7.2 %                      | 6.3 %                      |                            |
| 15       | 18 de mayo de 2018  | 5.8 %                      | 5.7 %                      |                            |
| 16       | 19 de mayo de 2018  | 6.7 %                      | 7.1 %                      |                            |
| Promedio | Promedio            | 5.4 %                      | 5.7 %                      |                            |

## Premios y nominaciones
| Año  | Premio                                | Categoría                                  | Candidato             | Resultado | Ref.                 |
| ---- | ------------------------------------- | ------------------------------------------ | --------------------- | --------- | -------------------- |
| 2018 | 11th Korea Drama Awards               | Mejor actor revelación                     | Wi Ha-joon            | Nominado  | [ 13 ]               |
| 2018 | 13th Seoul International Drama Awards | Premio a la excelencia (serie coreana)     | Something in the Rain | Ganadora  | [ 14 ]               |
| 2018 | 13th Seoul International Drama Awards | Mejor actriz coreana                       | Son Ye-jin            | Ganadora  | [ 14 ]               |
| 2018 | 6th Asia Pacific Star Awards          | Gran Premio (Daesang)                      | Son Ye-jin            | Nominada  | [ 15 ] [ 16 ] [ 17 ] |
| 2018 | 6th Asia Pacific Star Awards          | Premio a la excelencia, actor en miniserie | Jung Hae-in           | Ganador   | [ 15 ] [ 16 ] [ 17 ] |
| 2018 | 6th Asia Pacific Star Awards          | Mejor actriz                               | Jang So-yeon          | Ganadora  | [ 15 ] [ 16 ] [ 17 ] |
| 2018 | 6th Asia Pacific Star Awards          | Premio K-Star                              | Jung Hae-in           | Ganador   | [ 15 ] [ 16 ] [ 17 ] |
| 2018 | 2nd The Seoul Awards                  | Mejor actriz                               | Son Ye-jin            | Nominada  | [ 18 ]               |
| 2018 | 2nd The Seoul Awards                  | Mejor actor revelación                     | Jung Hae-in           | Nominado  | [ 18 ]               |
| 2018 | 2nd The Seoul Awards                  | Actor más popular                          | Jung Hae-in           | Ganador   | [ 18 ]               |
| 2018 | 2nd The Seoul Awards                  | Premio Artista Hallyu                      | Jung Hae-in           | Ganador   | [ 18 ]               |
| 2019 | 23rd Asian Television Awards          | Mejor serie                                | Something in the Rain | Ganadora  | [ 19 ]               |
| 2019 | 23rd Asian Television Awards          | Mejor director                             | Ahn Pan-seok          | Nominado  | [ 19 ]               |
| 2019 | 23rd Asian Television Awards          | Mejor actriz                               | Son Ye-jin            | Nominada  | [ 19 ]               |

## Emisión internacional
- Taiwán: EBC (2018).